# Euplokamididae
Euplokamididae is een familie van ribkwallen uit de klasse van de Tentaculata.

## Geslacht
- Euplokamis Chun, 1879